# میگل آنخل پونسه
میگل آنخل پونسه (انگلیسی: Miguel Ángel Ponce؛ زاده ۱۲ آوریل ۱۹۸۹) یک بازیکن فوتبال است.